# 旭田村
旭田村（あさひだむら）は、福島県南会津郡にかつて存在した村である。

## 地理
- 現在の下郷町の南部に位置する。
- 村は山がちな地形である。
- 村は阿賀川の東岸に位置する。

## 歴史

### 村域の変遷
- 1889年（明治22年）4月1日 - 町村制施行により、沢田村・澳田村・中妻村・大松川村・合川村・野際新田村・音金村・南倉沢村・塩生村・落合村が合併し南会津郡旭田村が発足。
- 1955年（昭和30年）4月1日 - 楢原町・江川村と合併し下郷町が発足。同日旭田村廃止。

変遷表
| 1868年 以前 | 1868年 以前 | 明治8年  | 明治10年 | 明治22年 4月1日 | 昭和30年 4月1日 | 現在   |
| ----------- | ----------- | -------- | -------- | --------------- | --------------- | ------ |
|             | 桃曽根村    | 桃曽根村 | 沢田村   | 旭田村          | 下郷町          | 下郷町 |
|             | 檜原村      | 桃曽根村 | 沢田村   | 旭田村          | 下郷町          | 下郷町 |
|             | 赤岩村      |          | 沢田村   | 旭田村          | 下郷町          | 下郷町 |
|             | 水門村      | 澳田村   | 澳田村   | 旭田村          | 下郷町          | 下郷町 |
|             | 沢入村      | 澳田村   | 澳田村   | 旭田村          | 下郷町          | 下郷町 |
|             | 大窪村      | 澳田村   | 澳田村   | 旭田村          | 下郷町          | 下郷町 |
|             | 中妻村      | 中妻村   | 中妻村   | 旭田村          | 下郷町          | 下郷町 |
|             | 本九々布村  | 中妻村   | 中妻村   | 旭田村          | 下郷町          | 下郷町 |
|             | 松川村      | 松川村   | 大松川村 | 旭田村          | 下郷町          | 下郷町 |
|             | 原村        |          | 大松川村 | 旭田村          | 下郷町          | 下郷町 |
|             | 木令村      |          | 大松川村 | 旭田村          | 下郷町          | 下郷町 |
|             | 杉沢村      |          | 大松川村 | 旭田村          | 下郷町          | 下郷町 |
|             | 張平村      | 張平村   | 合川村   | 旭田村          | 下郷町          | 下郷町 |
|             | 小松川村    |          | 合川村   | 旭田村          | 下郷町          | 下郷町 |
|             | 赤岡村      |          | 合川村   | 旭田村          | 下郷町          | 下郷町 |
|             | 寺山村      |          | 合川村   | 旭田村          | 下郷町          | 下郷町 |
|             | 野際新田村  |          |          | 旭田村          | 下郷町          | 下郷町 |
|             | 音金村      |          |          | 旭田村          | 下郷町          | 下郷町 |
|             | 南倉沢村    |          |          | 旭田村          | 下郷町          | 下郷町 |
|             | 塩生村      |          |          | 旭田村          | 下郷町          | 下郷町 |
|             | 落合村      |          |          | 旭田村          | 下郷町          | 下郷町 |

## 大字
- 沢田（さわだ）
- 澳田（いくた）
- 中妻（なかづま）
- 大松川（おおまつかわ）
- 合川（あいかわ）
- 野際新田（のぎわしんでん）
- 音金（おとがね）
- 南倉沢（なぐらさわ）
- 塩生（しおのう）
- 落合（おちあい）

## 人口・世帯

### 人口
総数 [単位： 人]
| 1889年（明治22年） | 2,752 |
| 1907年（明治40年） | 3,136 |
| 1920年（大正 9年） | 3,636 |
| 1947年（昭和22年） | 5,190 |

### 世帯
総数 [単位： 世帯]
| 1920年（大正 9年） | 656 |
| 1947年（昭和22年） | 821 |

## 交通

### 鉄道
- 日本国有鉄道（ → 東日本旅客鉄道 → 会津鉄道）
  - ■会津線
    - 会津落合駅（現・養鱒公園駅）